# Rémondans-Vaivre
Rémondans-Vaivre ist eine französische Gemeinde mit 206 Einwohnern (Stand: 1. Januar 2022) im Département Doubs in der Region Bourgogne-Franche-Comté.

## Geographie
Rémondans-Vaivre liegt auf 415 m, vier Kilometer westlich von Pont-de-Roide-Vermondans und etwa 16 Kilometer südsüdwestlich der Stadt Montbéliard (Luftlinie). Die Doppelgemeinde erstreckt sich in einer Talweitung der Ranceuse, am Nordfuß der Lomontkette im nördlichen französischen Jura.
Die Fläche des 9,19 km² großen Gemeindegebiets umfasst einen Abschnitt des französischen Juras. Der Hauptteil des Gebietes wird vom Talbecken der Ranceuse eingenommen, das eine Breite von rund 1 km und eine Länge von knapp 3 km aufweist. Die Ranceuse, die von verschiedenen kurzen Seitenbächen gespeist wird, sorgt für die Entwässerung nach Osten zum Doubs. Sowohl im Norden als auch im Süden wird das landwirtschaftlich genutzte Talbecken von steilen Hängen umgeben, die an ihrer Oberkante an verschiedenen Orten von einem widerstandsfähigen Kalkfelsband gekrönt werden. Im Norden befindet sich die Tafeljurahochfläche von Goux-lès-Dambelin mit dem Bois du Fallot (544 m) und ganz im Nordosten die Höhe der Grands Bois (bis 545 m). Nach Süden erstreckt sich das Gemeindeareal über einen dicht bewaldeten Hang bis auf den Kamm der Montagne du Lomont im Bereich des Gipfels Mont Solemont. Dieser bildet in geologisch-tektonischer Hinsicht eine Antiklinale des Faltenjuras und ist gemäß der Streichrichtung des Gebirges in der Region in Richtung West-Ost orientiert. Mit 772 m wird auf dem Kamm des Lomont die höchste Erhebung von Rémondans-Vaivre erreicht.
Rémondans-Vaivre besteht aus mehreren Ortsteilen, nämlich:
- Rémondans (415 m) am Südrand des Talbeckens der Ranceuse am Fuß des Lomont
- Vaivre (415 m) am Südrand des Talbeckens der Ranceuse am Fuß des Lomont
- Mauchamps (490 m) auf einem Geländevorsprung am nördlichen Talhang der Ranceuse

Nachbargemeinden von Rémondans-Vaivre sind Goux-lès-Dambelin und Écot im Norden, Pont-de-Roide-Vermondans und Neuchâtel-Urtière im Osten, Solemont im Süden sowie Dambelin im Westen.

## Geschichte
Überreste eines vorgeschichtlichen Siedlungsplatzes weisen auf eine sehr frühe Besiedlung des Gemeindegebietes von Rémondans-Vaivre hin. Das Tal der Ranceuse wurde vermutlich im 7. oder 8. Jahrhundert urbar gemacht und besiedelt. Im Mittelalter gehörten Rémondans und Vaivre zur Herrschaft Neuchâtel. Zusammen mit der Franche-Comté gelangten beide Dörfer mit dem Frieden von Nimwegen 1678 an Frankreich. Im Jahr 1976 wurde die Fusion der beiden vorher selbständigen Gemeinden Rémondans und Vaivre zur heutigen Doppelgemeinde vollzogen.

## Bevölkerung
| Jahr                       | 1962 | 1968 | 1975 | 1982 | 1990 | 1999 | 2006 | 2016 |
| Einwohner                  | 97   | 102  | 101  | 155  | 181  | 180  | 211  | 235  |
| Quellen: Cassini und INSEE |      |      |      |      |      |      |      |      |

Mit 206 Einwohnern (Stand 1. Januar 2022) gehört Rémondans-Vaivre zu den kleinen Gemeinden des Départements Doubs. Nachdem die Einwohnerzahl in der ersten Hälfte des 20. Jahrhunderts stets im Bereich zwischen 90 und 130 Personen gelegen hatte, wurde besonders während der 1970er und 80er Jahre ein deutliches Bevölkerungswachstum verzeichnet.

## Wirtschaft und Infrastruktur
Rémondans-Vaivre war bis weit ins 20. Jahrhundert hinein ein vorwiegend durch die Landwirtschaft (Ackerbau, Obstbau und Viehzucht) und die Forstwirtschaft geprägtes Dorf. Daneben gibt es heute einige Betriebe des lokalen Kleingewerbes. In einer Gewerbe- und Industriezone im Tal der Ranceuse, deutlich abgeschieden von den beiden Ortschaften, haben sich mehrere Betriebe der Holzverarbeitung (Sägerei, Schreinerei, Möbelherstellung) und des Metallbaus niedergelassen. Mittlerweile hat sich das Dorf auch zu einer Wohngemeinde gewandelt. Viele Erwerbstätige sind deshalb Wegpendler, die in den größeren Ortschaften der Umgebung und in der Agglomeration Montbéliard ihrer Arbeit nachgehen.
Die Ortschaft liegt abseits der größeren Durchgangsstraßen an einer Departementsstraße, die von Pont-de-Roide nach Clerval führt. Der nächste Anschluss an die Autobahn A36 befindet sich in einer Entfernung von ungefähr 15 Kilometern. Eine weitere Straßenverbindung besteht mit Dambelin.